# Fianna Fáil
Fianna Fáil – Republikánská strana (irsky Fianna Fáil – An Páirtí Poblachtánach), zkráceně Fianna Fáil, což její členové překládají do angličtiny jako Soldiers of Destiny – Vojáci osudu, je největší politickou stranou v Irsku. Má zhruba 18 500 členů.
Od jejího vzniku, na začátku 20. století, se strana změnila z radikální, levicově orientované strany na dominantní centristický subjekt, který ovlivňuje politiku Irska od 30. let 20. století.